# Lucia Morico
Lucia Morico (Fano, 12 dicembre 1975) è una judoka italiana.

## Biografia
Ha iniziato a praticare questo sport all'età di otto anni, grazie all'apertura di una palestra di arti marziali, Kodokan Mondolfo, nella sua città natale, Marotta (PU).
Il suo primo maestro, è stato Aldo Enea, mentre l'attuale maestro e tecnico in nazionale è Felice Mariani.
Ai campionati europei ha collezionato una vittoria nel 2003, e tre secondi posti.
Ha rappresentato l'Italia ai Giochi olimpici estivi di Atene 2004, vincendo la medaglia di bronzo nel torneo dei 78 kg, e a quelli di Pechino 2008, classificandosi nona nella stessa categoria di peso.

## Palmarès
| Anno | Manifestazione          | Sede             | Evento        | Risultato | Note |
| ---- | ----------------------- | ---------------- | ------------- | --------- | ---- |
| 1999 | Universiade             | Palma di Maiorca | Classe aperta | Bronzo    |      |
| 2000 | Europei                 | Breslavia        | Classe aperta | Argento   |      |
| 2001 | Giochi del Mediterraneo | Tunisi           | 78 kg         | Oro       |      |
| 2002 | Europei                 | Maribor          | 78 kg         | Argento   |      |
| 2003 | Europei                 | Düsseldorf       | 78 kg         | Oro       |      |
| 2004 | Europei                 | Bucarest         | 78 kg         | Argento   |      |
| 2004 | Giochi olimpici         | Atene            | 78 kg         | Bronzo    |      |
| 2005 | Europei                 | Rotterdam        | 78 kg         | Bronzo    |      |
| 2005 | Giochi del Mediterraneo | Almería          | 78 kg         | Bronzo    |      |
| 2008 | Giochi olimpici         | Pechino          | 78 kg         | 9ª        |      |